# Scottocalanus infrequens
Scottocalanus infrequens is een eenoogkreeftjessoort uit de familie van de Scolecitrichidae. De wetenschappelijke naam van de soort is voor het eerst geldig gepubliceerd in 1969 door Tanaka.